# Мала Івановка (Аургазинський район)
Мала Іва́новка (рос. Малая Ивановка, башк. Бәләкәй Ивановка) — присілок у складі Аургазинського району Башкортостану, Росія. Входить до складу Нагадацької сільської ради.
До 10 вересня 2007 року присілок називався селище Барак 84 км.
Населення — 12 осіб (2010; 19 в 2002).
Національний склад:
- башкири — 47%
- татари — 32%